# Jaime Hammer

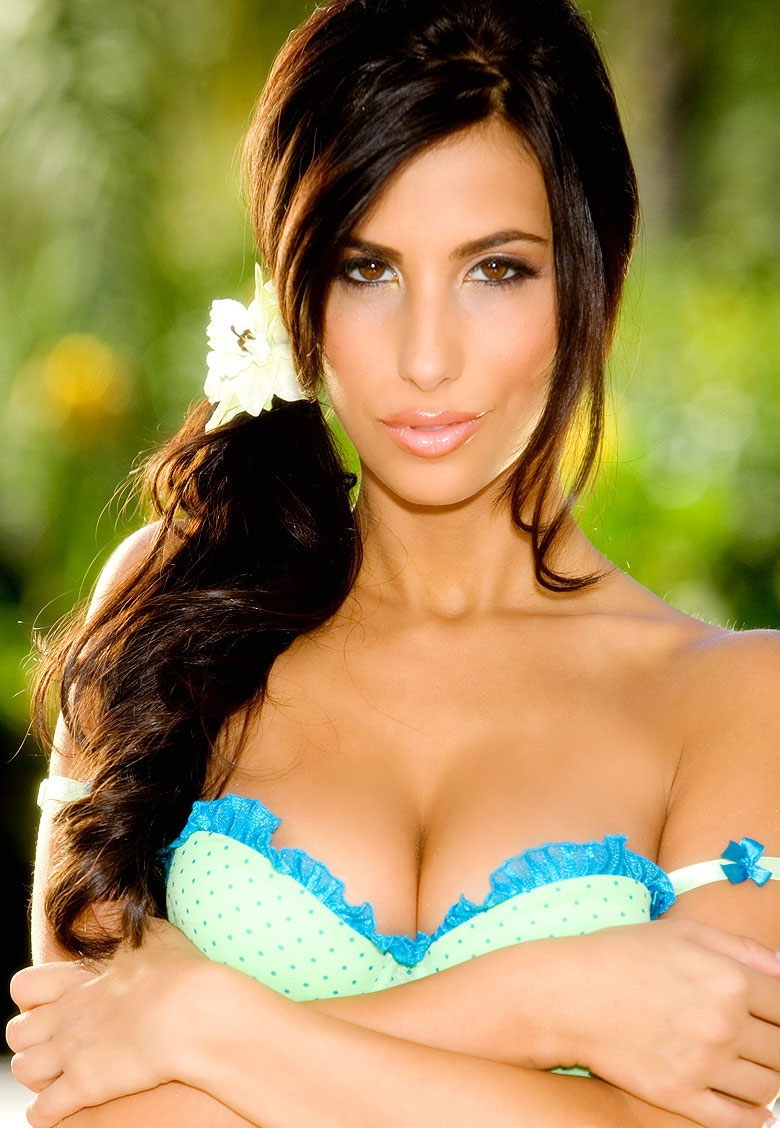
Jaime Hammer

Jaime Hammer (* 16. Mai 1982 in Chicago, Illinois) ist ein US-amerikanisches Fotomodell.

## Karriere
Geboren wurde Jaime Hammer in Chicago und besuchte dort die Francis W. Parker High School. Danach studierte sie an der Arizona State University Kommunikation, wo sie 2004 ihren Bachelor-Abschluss machte. Später zog sie nach Los Angeles in den US-Bundesstaat Kalifornien, um einer Karriere im Modelbusiness bzw. der Unterhaltungsbranche nachzustreben.
Nach anfänglichem Mitwirken in Erotikfilmen der Videoserie „Girls Gone Wild“ der US-amerikanischen Produktionsfirma Mantra Films Inc. sowie einigen Fotoshootings und Fotoevents, bewarb sie sich Anfang 2004 für ein Casting beim US-amerikanischen Herrenmagazin Playboy. Hierbei überzeugte sie während des Castings für eine Playboy-Spezialausgabe die Produzenten und wurde erstmals auf der Titelseite der Frühlingsausgabe 2004 von „Playboy’s College Girls“ veröffentlicht.
Seitdem wurden ihre Fotos auf vielen Titelseiten von Spezialausgaben des Playboy veröffentlicht. Unter anderem wurde sie auf dem Cover der 100. Ausgabe von Playboy’s Lingerie veröffentlicht und war Playboy’s „Cyber Girl“ in der Woche vom 23. Mai 2005.

## Veröffentlichungen

### Spezialausgaben des „Playboy“
- Playboy’s College Girls, April 2004 (Titel).
- Playboy’s Nude College Girls, Juni 2004.
- Playboy’s Lingerie, Juli/August 2006.
- Playboy’s Nudes, Oktober 2004.
- Playboy’s Lingerie, November/Dezember 2005 (Titel mit Alley Baggett und Courtney Culkin).
- Playboy’s Hot Shots 2005, Dezember 2004.
- Playboy’s Sexy 100, April 2005.
- Playboy’s Vixens, April/Mai 2005.
- Playboy’s Lingerie, Juni/Juli 2005.
- Playboy’s Nude College Girls, Juli/August 2005.
- Playboy’s Lingerie, August/September 2005.
- Playboy’s Hot Shots 2006, September 2005.
- Playboy’s Lingerie, Dezember/Januar 2005/06.
- Playboy’s Nudes, Januar 2006.
- Playboy’s Vixens, Februar/März 2006.
- Playboy’s Vixens, April/Mai 2006 (Titel)
- Playboy’s Sexy 100, Mai/Juni 2006.
- Playboy’s Vixens, Juni/Juli 2006.
- Playboy’s Vixens, Oktober/November 2006
- Playboy’s Lingerie, Dezember/Januar 2006/07
- Playboy’s Sexy 100, 2007

## Auszeichnungen für Web-Auftritte
- Playboy „Cyber Girl of the Month“, September 2005
- Twisty’s „Treat of the Month“, Juni 2006